# Rodrigo Álvares Pereira
Rodrigo Álvares Pereira (c. 1330 - d. 8 de Fevereiro de 1390) foi um fidalgo e militar português.

## Família
Rodrigo Álvares Pereira era filho sacrílego de D. Álvaro Gonçalves Pereira e de Iria Vicente e irmão mais velho de D. Frei Pedro Álvares Pereira, Diogo Álvares Pereira, Fernão Álvares Pereira e D. Nuno Álvares Pereira.

## Percurso
Foi legitimado por Carta Real de D. Pedro I de Portugal de 26 de Agosto de 1357, dada em Torres Vedras.
Foi 1.º senhor do Morgado de Águas Belas, vínculo instituído com confirmação real de D. Afonso IV de Portugal de 6 de Outubro de 1347, por doação de Álvaro Fernandes, seu tutor e escudeiro do infante D. Pedro de Portugal, tendo sido instituído por El-Rei a 6 de Setembro de 1356o morgado da Quinta de Orjais e de Águas Belas,  em Ferreira do Zêzere, com todas as dependências, senhorio, couto, honra, jurisdição e padroado da igreja. A instituição do morgado de Águas Belas viria a ser confirmada por D. Pedro I a 20 de Maio de 1361.
Acrescem, ainda, outros senhorios que lhe foram doados, agora por D. Fernando I de Portugal, a 14 de Dezembro de 1375, como as vilas de Sousel, Vila Nova, Vila Ruiva, e as azenhas de Anhalouro e de Bamlhequero, no termo de Estremoz.
Citado por Felgueiras Gaio como "fidalgo dos mais respeitados daquele tempo", foi pedido pelo Rei D. Henrique II de Castela como refém da paz, depois duma das duas primeiras Guerras Fernandinas.  Rodrigo Álvares Pereira, que lutou ao lado de D. João I, o Mestre de Avis, na defesa de Lisboa contra os Castelhanos e no Cerco de Torres Novas, viria a ser aprisionado na sequência desta última batalha, e libertado em Santarém, quando esta cidade voltou à posse de Coroa Portuguesa. Inicialmente, apoiou e serviu D. João I de Portugal, que ainda lhe fez algumas mercês, dando-lhe nomeadamente Vila Nova de Cerveira a 9 de Março de 1386 (Livro 1, Fólio 155), mas, fruto de algumas "desinteligências", passou, pouco depois, a Castela, perdendo algumas mercês, pois, a 8 de Fevereiro de 1390, o mesmo Rei deu a Gonçalo Rodrigues de Novais, seu vassalo, todos os direitos, rendas, tributos e foros de Vila Nova de Cerveira, «assy como a tijnha R.o aluarez pireira que se foe pa castella» (Livro 2, Fólio 4v), e onde viria a morrer.

## Matrimónio e descendência
Casou com Maria Afonso do Casal, filha de Afonso Rodrigues do Casal e de sua mulher Teresa Gonçalves Coutinho, da qual teve três filhos:
- Álvaro Pereira (c. 1367 - d. 1433);[4]
- Gonçalo Pereira,[4] 1.º senhor de Castro Daire, solteiro e sem geração
- João Rodrigues Pereira (c. 1368 - ?), criado do Prior do Crato D. Álvaro Gonçalves Pereira, casado com Genebra Valente (c. 1385 - ?), com geração[carece de fontes?]